# تاورنوله سول ملا
تاورنوله سول ملا (به ایتالیایی: Tavernole sul Mella) یک کومونه در ایتالیا است که در استان برشا واقع شده‌است. تاورنوله سول ملا ۱۹ کیلومتر مربع مساحت و ۱٬۴۰۲ نفر جمعیت دارد.